# Керимов, Тарлан Эльдениз оглы
Тарлан Эльдениз оглы Керимов (азерб. Tərlan Kərimov; род. 14 сентября 1986, Сумгаит) — азербайджанский дзюдоист и самбист, бывший член национальной сборной Азербайджана по дзюдо, мастер спорта. Выступал в весовой категории до 66 кг за спортивное общество «Динамо» МВД Сумгаит. Серебряный призёр чемпионата Европы 2011 года. Занял пятое место на чемпионате мира 2011. Представлял Азербайджан на Олимпийских играх 2012 года в Лондоне. В 2015 году на Гран-при в Грузии Керимов завоевал бронзовую медаль. Завоевал третье место на турнире "world masters" в 2011 году. Также Тарлан чемпион Европы по самбо в 2009 году.